# 青野文彦
青野 文彦（あおの ふみひこ、1978年10月20日 - ）は、愛媛県西条市（旧周桑郡小松町）出身の元バスケットボール選手である。身長210cm、体重120kgで、ポジションはセンター。Bリーグの日本人現役選手の中では長身の選手の１人だった。

## 来歴
小学校卒業時にはすでに身長が180cmあり、横綱の北の湖さんが実家まで来たこともある。
高校からバスケを始め、松山城南高等学校から青山学院大学を経て2001年、松下電器に入社、バスケットボール部に所属。
青山学院大学在籍時には、創部初の春のトーナメント優勝、新人戦優勝、リーグ戦優勝、インカレ優勝、 4年時には大学タイトル三冠を達成している。
実業団入りしてからは、ルーキーシーズンに網膜剥離、腰の故障に悩まされているが、JBLのオールスターには5年連続で選出されている。 天皇杯ベスト5、優秀選手賞、シーズンベスト5にも数回選ばれている。
2013年、パナソニックが休部すると、その後継として創設された和歌山トライアンズに移籍。2014年6月4日、和歌山トライアンズを自由契約になる。
同年7月10日、レバンガ北海道と契約。北海道には2015-16シーズンまで在籍した。
2016年8月、B3所属のライジングゼファーフクオカと、選手兼アシスタントコーチとして契約を結ぶ。
2018年9月11日、B1所属の富山グラウジーズと、選手として契約を結ぶ。
2019年、現役を引退。

## 日本代表歴
- 1996年アジアジュニア選手権（ジョホール・バル）
- 1997年夏季ユニバーシアード出場（イタリア）
- 1999年夏季ユニバーシアード出場（スペイン）
- 2000年スーパードリームゲーム2000出場（埼玉スーパーアリーナこけら落とし）
- 2001年アジア選手権
- 2003年アジア選手権
- アテネオリンピック予選
- 2006年アジア競技大会
- 2007年アジア選手権
- 2010年ジョーンズカップ
- 2010年FIBAアジア
- 2011年東アジア選手権大会
- 2013年アジア選手権大会